# Аеропорт Дюссельдорф (станція)
51°17′30″ пн. ш. 6°47′11″ сх. д. / 51.291638888889° пн. ш. 6.7863333333333° сх. д.
Станція Аеропорт Дюссельдорф (нім. Bahnhof Düsseldorf Flughafen) — залізнична станція в аеропорту Дюссельдорф, Німеччина, на лінії Кельн-Дуйсбург, що сполучає аеропорт Дюссельдорфа з Дюссельдорф-Штадтмітте. Станція обслуговує потяги далекого сполучення, більшість з яких — потяги ICE, регіональні потяги та потяги S-bahn. Відкрито в травні 2000 року, щоденний трафік — 300 потягів на день.

## Розташування
Станція «Аеропорт Дюссельдорф» розташована в межах міста Дюссельдорф за 8 км на північ від центрального вокзалу Дюссельдорфу та 16 км на південь від центрального вокзалу Дуйсбургу. Станція розташована на схід від терміналів аеропорту. Сполучення між станцією та терміналами аеропорту здійснюють підвісною дорогою «SkyTrain» висотою 23 м, довжиною 2,5 км і регулярними автобусними лініями.

## Історія
Станція була відкрита 26 травня 2000 року. Вартість будівництва склала 125 млн. марок, з яких 14,6 млн було виділено бундестагом з федерального бюджету. Підвісна дорога «Sky Train» була відкрита 1 липня 2002 року.